# Black Hourglass
A Black Hourglass egy post-hardcore / screamo zenekar volt. 2011-ben alakultak Pécsen. A zenekar aktívan koncertezett a 2011-2014 időszakban, rendszeresen játszottak a környező országokban, 2013-ban Közép-Európában, 2014-ben pedig a Baltikumban turnéztak. Hivatalosan feloszlás sosem lett bejelentve, de 2014 óta inaktív a zenekar.
Szétfoszló ég, szélre vár című lemezüket a közönség és a szakma is pozitívan fogadta, több online szakmédiumban is az év hazai lemeze címet kapta meg.

## Kiadványok
| Cím (Megjelenés éve)                              | Kiadvány fajtája | Megjelenési formátum (kiadó, példányszám)                                                                                                   | Megjegyzés                                                                             |
| ------------------------------------------------- | ---------------- | --- | -------------------------------------------------------------------------------------- |
| I. (2011)                                         | EP               | kazetta digitális letöltés | Tengler Gergely slampoetry művész hallható az Ázzá című számban.                       |
| Wolf Shaped Clouds / Black Hourglass Split (2012) | split            | 7" vinyl kazetta (Go Away Records, 40 példány) digitális letöltés                                                                           |                                                                                        |
| Szétfoszló ég, szélre vár (2013)                  | LP               | 10" vinyl (Autumn Leaves Records, 130 példány) kazetta (ItaiItai Records / Savrvs Brother / Go Away Records, 70 példány) digitális letöltés | Tengler Gergely slampoetry művész hallható az Életerődnek című szám utáni felvételben. |